# Дні ненависті
Дні ненависті ( італ. I giorni dell'ira [i ˈdʒorni delˈliːra], літ. «Дні гніву») — італійський спагеті-вестерн, знятий у 1967 році режисером Тоніно Валері. У головних ролях знялися Лі Ван Кліф і Джуліано Джемма. Музику до фільму написав італійський композитор Ріц Ортолані. 
Фільм частково заснований на романі Der Tod ritt dienstags («Смерть їхала по вівторках») німецького письменника Рольфа О. Беккера, який публікувався під псевдонімом Рон Баркер. За свідченням режисера Тоніно Валері та сценариста Ернесто Гастальді, використання назви роману було зумовлене передусім потребами співпраці з західнонімецькими продюсерами. Хоча окремі сцени фільму частково запозичені з літературного першоджерела, стрічка не є його прямою екранізацією. День гніву був другим фільмом Тоніно Валері після стрічки «Смак вбивства». Наступним фільмом Валері став спагетті-вестерн «Ціна влади».

## Сюжет
Скотт — молодий хлопець, що працює прибиральником у містечку Кліфтон, штат Арізона. Його зневажають майже всі жителі через походження: його батько — невідомий чоловік, а мати — повія на ім'я Мері. Попри це, Скотт мріє стати ковбоєм та вправним стрілком. У цьому йому активно допомагають двоє чоловіків: Мерф Аллан Шорт, колишній стрілець, та частково сліпий жебрак на ім’я Сліпий Білл. Одного дня до міста приїжджає Френк Телбі. Незважаючи на свою репутацію головоріза та вбивці, він діє за чіткими принципами й правилами, які час від часу демонструє випадковим людям. Так, він захищає Скотта від місцевих хуліганів і садить його поруч із собою в трактирі. За це Перкінс — головний бандит містечка — намагається атакувати Телбі, але одразу гине. Після цього Телбі прямує до свого старого боржника — Дикого Джека, а Скотт, бачачи шанс змінити свій статус, бере старий дядьківський револьвер, коня та вирушає слідом. Вони зустрічаються в пустелі, і Телбі неохоче дозволяє Скотту стати його учнем та вивчити десять важливих правил стрілянини.
Телбі знаходить Дикого Джека, але той зізнається, що його нещодавно ошукали банкір і поважні громадяни Кліфтона. Він розповідає свій план повернення грошей і дає зрозуміти, що не бачить Телбі їх законним власником. Телбі прив’язують до коня і волочать по землі, однак його звільняє Скотт, якого перед цим Телбі сам обдурив і забрав у нього коня. Побачивши прихований талант хлопця, Телбі вирішує використати його як помічника в операції з повернення грошей. У місті Скотт демонструє свої нові навички старим кривдникам і швидко здобуває авторитет. Разом із Телбі вони захоплюють місто: спершу вирізають банду Перкінса, а згодом — банкіра та шерифа, які були частиною змови з метою усунення Телбі. Той стає фактичним керівником Кліфтона, а Скотт — його заступником. Втім, Мерф Аллан Шорт пояснює Скотту, що його стрілецькі вміння становлять загрозу для Телбі, адже той прагне необмеженої влади в місті. Незабаром Мерф стає шерифом і запроваджує заборону на носіння зброї. Скотт попереджає Телбі не чіпати старого друга, але Телбі прямо заявляє, що не слухатиме «недолугого хлопця», якого нещодавно витяг із багна. Розуміючи, що у відкритому бою він не зможе перемогти, Мерф усе ж вирішує зустрітися з Телбі. Він сподівається, що після його смерті Скотт прозріє й знищить Телбі. Так і стається: під час спроби конфіскувати зброю Телбі вбиває нового шерифа й одразу після цього стикається у фінальному двобої зі своїм учнем. Зазнавши поразки, Телбі гине, а зневірений і спустошений Скотт покидає порожнє місто разом зі старим Сліпим Біллом.

## В ролях
- Джуліано Джемма - Скотт Мері

- Лі Ван Кліф - Френк Телбі
- Вальтер Рілла — Мерф Аллан Шорт
- Андреа Босіч - Абель Мюррей
- Ел Малок - Дикий Джек
- Лукас Амманн — суддя Катчер
- Анна Орсо — Ейлін Катчер
- Енніо Бальбо - Тернер
- Пепе Кальво - Сліпий Білл
- Кріста Ліндер - Гвен
- Джорджіо Гарджулло — шериф Найджел
- Івонн Сансон — Вів’єн Скілл
- Беніто Стефанеллі - Оуена Вайта
- Франко Бальдуччі - Сліма
- Паоло Магалотті - Кроса
- Ферруччо Віотті — Сем Корбітт
- Романо Пуппо - Харт Перкінс
- Володимир Медар — Старий Перкінс
- Рікардо Паласіос — бармен Боуї
- Наццарено Натале — поплічник Дикого Джека
- Роман Арізнаваррета — поплічник Дикого Джека
- Вірджіліо Гаццоло — містер Бартон
- Елеонора Морана — місіс Бартон

## Реліз
«Дні ненависті» (Day of Anger) вийшов в Італії 19 грудня 1967 року, а в Німеччині — 12 січня 1968 року. Вестерни були особливо популярні в Італії того року: з 15 найуспішніших фільмів вісім належали до цього жанру. Найкасовішим фільмом 1967 року став «Джанго: Бог простить. Я — ні!», а другим — «День гніву», який зібрав 1 997 440 000 італійських лір у національному прокаті.
Італійська рада з цензури надала фільму рейтинг VM14, що означає заборону для перегляду глядачам молодше 14 років. У лютому 1968 року продюсери Сансоне та Хросіцкі представили альтернативну версію стрічки — скорочену до 111 хвилин і 11 секунд (замість оригінальних 115 хвилин і 18 секунд), пом’якшивши сцени насильства. Ця версія отримала рейтинг "Per Tutti", що дозволяло її перегляд усіма глядачами.
У Сполучених Штатах фільм вийшов у 1969 році в двох варіантах: довшій версії з рейтингом "M" (для дорослої аудиторії) та скороченій до 85 хвилин під новою назвою «Дні ненависті».

### Домашнє відео
«Дні ненависті» був випущений на DVD та Blu-ray компанією Arrow Video 31 березня 2015 року. Видання отримало позитивні відгуки — зокрема, журнал Video Watchdog назвав його «суттєвим покращенням» у порівнянні зі старішим «перетвореним у PAL, неанаморфічним» релізом. Відзначалося, що відсканована у форматі 2K версія зображення (2,35:1) виглядає бездоганно: з чіткою деталізацією та насиченими кольорами.
У реліз також увійшла коротша на 28 хвилин версія фільму, яка поширюється міжнародно. Втім, Video Watchdog розкритикував її як «неякісне перемонтування, що майже руйнує оригінал».
Цікаво, що версія під назвою Day of Anger містить одну сцену, якої немає в повній (довшій) версії. Проте оглядачі зауважили: хоча ця сцена може зацікавити колекціонерів, у загальному вони рекомендують уникати скороченого варіанту. 

## Рецепція
У рецензії Monthly Film Bulletin зазначалося, що «приблизно до середини це досить приємна варіація на тему класичного вестерну». Однак, коли участь Телбі в сюжеті починає зменшуватись, «інтерес до історії слабшає», і коли головний герой просто починає виконувати чужі бажання, «інтрига зникає майже повністю». Кінокритик з The New York Times Роджер Грінспан назвав стрічку «дивною та заплутаною [...], надто довгою і здебільшого нудною», наголосивши, що сюжет, заснований на поняттях класу й касти, виглядає чужорідним як для жанру, так і для історичної правдоподібності.
Видання Variety відзначило, що фільм надає Лі Ван Кліфу «трохи більше глибини, ніж зазвичай буває в італо-вестернах», а також похвалило технічну сторону стрічки, зокрема музику Ріц Ортолані, яка хоч і «потребувала доопрацювання», але загалом справила позитивне враження. У підсумку Variety зробив висновок: фільм «ні кращий, ні гірший за попередні». 
Згідно з ретроспективними оглядами, у своєму дослідженні наративних структур спагетті-вестерн Фрідлунд розглядає Дні Люті разом із Смерть їде на коні як яскраві приклади «варіації наставництва». Цей підхід розвиває тему вікової та досвідної динаміки між головними героями, започатковану у фільмі На кілька доларів більше, де Лі Ван Кліф щоразу виступає в ролі старшого партнера. У таких фільмах молодший герой, більше чи менше неохоче, шукає наставництва в старшого, однак розбіжності в мотиваціях призводять до неминучого конфлікту між ними. Кінокритик Кім Ньюман ( Sight & Sound ) відзначила, що День гніву «незвично поєднує міфологічні риси, притаманні жанру, з глибшим і складнішим баченням суспільства та насильства». Вона також наголосила, що персонаж Джуліано Джемми — Скотт — є «рідкісним героєм спагетті-вестерну з повноцінним характером», а фінал фільму — «на диво неоднозначний». Ньюмен описала другорядних персонажів як «архетипи в усьому», проте підкреслила, що Джемма, Ван Кліф і Уолтер Рілла «дійсно вражають».